# Neofelis Verlag
Der Neofelis Verlag ist ein Buchverlag mit Sitz in Berlin, der wissenschaftliche Literatur publiziert. Ein besonderes Interesse gilt den interdisziplinär arbeitenden Kulturwissenschaften. Der vom World Wide Fund For Nature (WWF) als gefährdet eingestufte Nebelparder (Neofelis nebulosa) ist Namensgeber des Verlags.

## Geschichte
Der Neofelis Verlag wurde im März 2011 von dem Theaterwissenschaftler, Autor und Übersetzer Matthias Naumann und dem Kulturwissenschaftler Frank Schlöffel in Berlin gegründet. Die ersten Titel erschienen im Frühjahr 2012.

## Programm
Das Verlagsprogramm umfasst jährlich mehr als 30 Titel aus den Geistes- und Sozialwissenschaften. Zu den thematischen Schwerpunkten gehören Animal Studies, Kulturwissenschaft, Jüdische Studien, Theaterwissenschaft, Filmwissenschaft, Literaturwissenschaft, Kunstwissenschaft, Geschichte und Philosophie. Dabei werden unterschiedliche Textformen als Möglichkeiten der Erkenntnisgewinnung über gegenwärtige soziale, politische und kulturelle Fragen oder historische Zusammenhänge gleichberechtigt nebeneinander gestellt.
Der überwiegende Teil der Publikationen erscheint in deutscher Sprache, der Verlag publiziert aber auch englischsprachige Titel. Darüber hinaus sind auch Übersetzungen aus dem Englischen, Französischen, Finnischen, Tschechischen und Hebräischen erschienen.
Unter anderem publiziert der Neofelis Verlag mit Tierstudien die erste Fachzeitschrift für Human-Animal Studies im deutschsprachigen Raum. Außerdem veröffentlicht er die Zeitschrift Jalta – Positionen zur jüdischen Gegenwart, herausgegeben von Micha Brumlik, Marina Chernivsky, Max Czollek, Hannah Peaceman, Anna Schapiro und Lea Wohl von Haselberg. Seit 2014 setzt sich die Essayreihe Relationen mit gesellschaftspolitischen Fragen der Gegenwart auseinander. Sie wird von David Jünger, Jessica Nitsche und Sebastian Voigt herausgegeben. Seit 2015 erscheinen die Zeitschrift Expressionismus, die sich der Erforschung der gleichnamigen Kunstrichtung widmet, und ab 2018 die Reihe Drama Panorama, in der internationale Theatertexte in deutscher Übersetzung veröffentlicht werden.
Im Bereich Theater erlangte der Verlag als Herausgeber der begleitenden Buchreihe zu den regelmäßig stattfindenden Mülheimer Fatzertagen des Ringlokschuppens Ruhr sowie mit einer Monographie zum Theater René Polleschs Bekanntheit. Das Zentrum des Programmbereichs Jüdische Studien bildet die von Joachim Schlör herausgegebene Reihe Jüdische Kulturgeschichte in der Moderne.
Bis 2016 veröffentlichte der Verlag auch Belletristik, u. a. von Gerald Lind, Juhani Seppovaara, Sebastian Guhr, Ines Birkhan und Martin Jürgens.

## Autoren
Der Verlag zählt mehr als 400 Autoren, die wissenschaftliche Monografien sowie in Sammelbänden und Zeitschriften veröffentlichen. Darunter u. a. die Wissenschaftler Jan Assmann, Éric Baratay, Doerte Bischoff, Christina von Braun, Micha Brumlik, Hannelore Bublitz, Sonia Combe, Frank Engster, Eva Holling, Tal Ilan, Agneta Jilek (* 1981), Robert Jütte, Hans-Thies Lehmann, Andreas Lehnardt, Nic Leonhardt, Freddie Rokem, Gerald Siegmund, Ana Sobral, Jürgen Tautz, Giuseppe Veltri, Sebastian Voigt und Bernhard Waldenfels.